# Biot (cràter)
Biot és un petit cràter d'impacte de la Lluna en forma de bol situat a l'extrem sud de la Mare Fecunditatis. Al sud-est es troba el cràter Wrottesley.

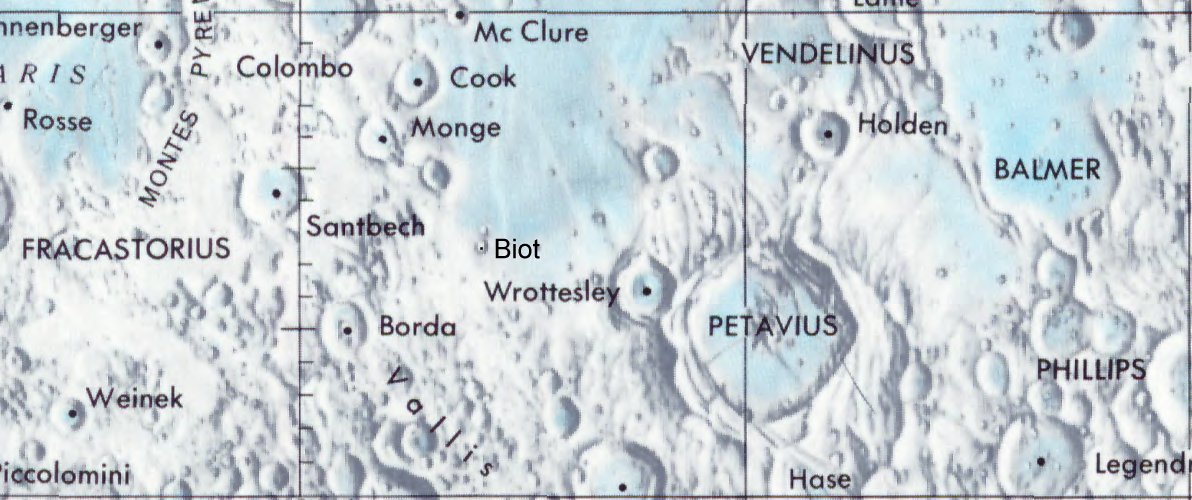
Localització de Biot (centre de la imatge)
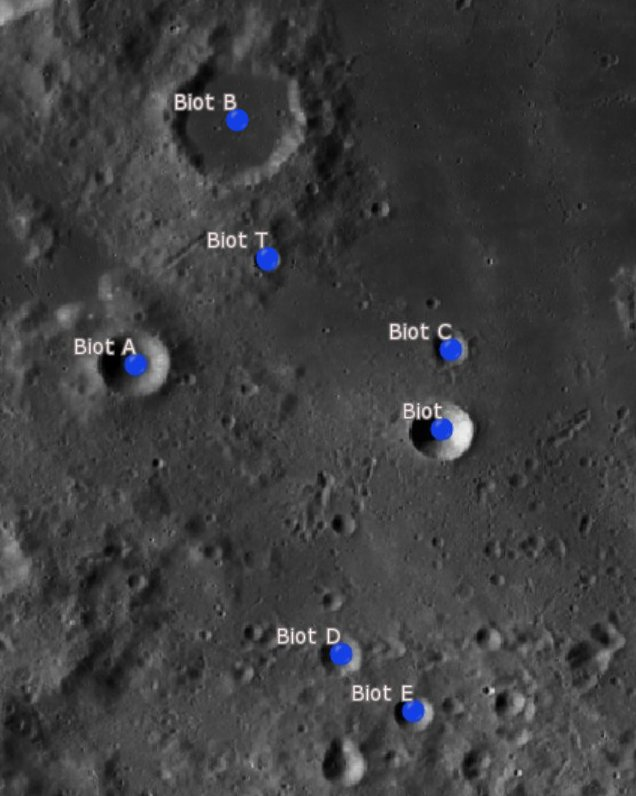
Cràters satèl·lit
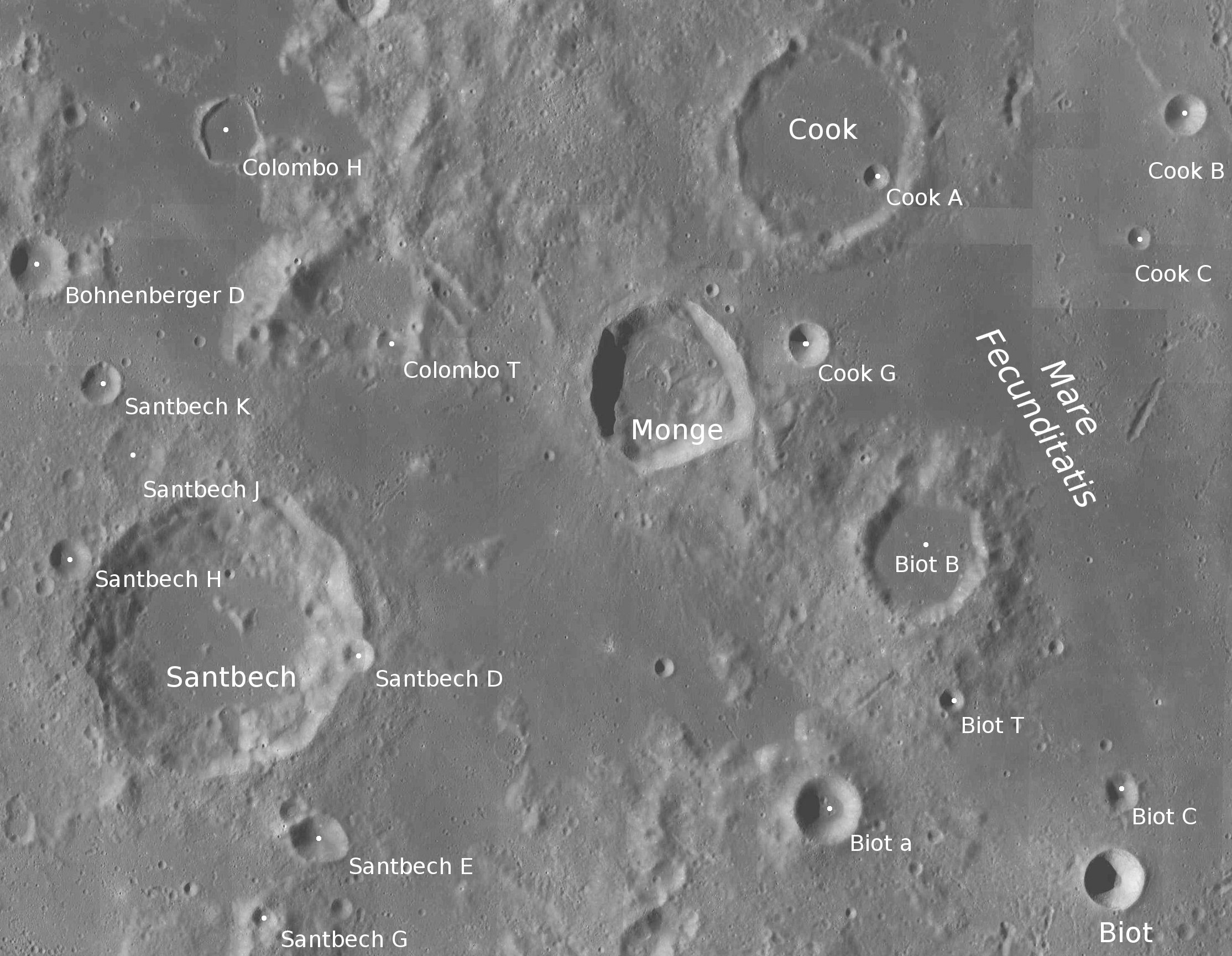
Rodalies de Biot (imatge del LRO)

És una formació circular amb una vora esmolada que no ha estat desgastada de manera significativa. Les parets interiors tenen un pendent relativament petita cap al fons de l'interior. L'albedo de les àmplies parets interiors és més alt que el de la mar lunar que l'envolta, donant-li un to més clar.

## Cràters satèl·lit
Per convenció aquests elements són identificats en els mapes lunars posant la lletra en el costat del punt central del cràter que està més proper a Biot.
| Biot | Coordenades                          | Diàmetre |
| ---- | ------------------------------------ | -------- |
| A    | 22° 12′ S, 48° 54′ E / 22.2°S,48.9°E | 15 km    |
| B    | 20° 24′ S, 49° 36′ E / 20.4°S,49.6°E | 28 km    |
| C    | 22° 00′ S, 51° 06′ E / 22.0°S,51.1°E | 8 km     |
| D    | 24° 18′ S, 50° 18′ E / 24.3°S,50.3°E | 9 km     |
| E    | 24° 36′ S, 50° 54′ E / 24.6°S,50.9°E | 8 km     |
| T    | 21° 24′ S, 49° 54′ E / 21.4°S,49.9°E | 5 km     |